# Třída Kent
Třída Kent byla třída těžkých křižníků postavených pro Britské královské námořnictvo a Australské královské námořnictvo. Třída představovala první skupinou těžkých křižníků třídy County. Celkem bylo postaveno sedm jednotek této třídy. Ve službě byly od roku 1928. Byly to první nové křižníky, postavené ve Velké Británii po skončení první světové války. Celá třída byla intenzivně nasazena za druhé světové války. Za války byly dva potopeny a ostatní byly vyřazeny nedlouho po jejím skončení. Derivátem třídy Kent byly rovněž dva pro španělské námořnictvo postavené těžké křižníky třídy Canarias.

## Stavba
Pří vývoji těchto křižníků byla dodržena omezení, ke kterým se Velká Británie zavázala na Washingtonské konferenci, tedy zejména nejvyšší výtlak 10 000 tun a nejvyšší ráže děl 203 mm. Až do roku 1930 se lodím tohoto typu říkalo „dohodový křižník“, teprve po Londýnské konferenci téhož roku se hovoří o „těžkém křižníku“. Pro tato plavidla byly typické tři šikmé komíny, vysoké boky a poněkud archaicky působící nástavba. Celkem bylo postaveno sedm jednotek této třídy. Do služby byly přijaty roku 1928.
Jednotky třídy Kent:
| Jméno      | Loděnice                   | Založení kýlu      | Spuštění na vodu | Přijetí do služby | Status                                                                          |
| ---------- | -------------------------- | ------------------ | ---------------- | ----------------- | ------------------------------------------------------------------------------- |
| Berwick    | Fairfield, Govan           | 15. září 1924      | 30. března 1926  | 15. února 1928    | Prodán do šrotu 1948.                                                           |
| Cornwall   | Devonport Dockyard         | 9. října 1924      | 11. března 1926  | 8. května 1928    | Dne 5. dubna 1942 byl při japonském výpadu do Indického oceánu potopen náletem. |
| Cumberland | Vickers-Armstrongs, Barrow | 18. října 1924     | 16. března 1926  | 23. ledna 1928    | Prodán do šrotu 1959.                                                           |
| Kent       | Chatham Dockyard           | 15. listopadu 1924 | 16. března 1926  | 25. června 1928   | Prodán do šrotu 1948.                                                           |
| Suffolk    | Portsmouth Dockyard        | 30. září 1924      | 16. února 1926   | 31. května 1928   | Prodán do šrotu 1948.                                                           |
| Australia  | John Brown                 | 26. srpna 1925     | 17. května 1927  | 24. dubna 1928    | Prodán do šrotu 1955.                                                           |
| Canberra   | John Brown                 | 9. září 1925       | 31. května 1927  | 10. července 1928 | Dne 9. srpna 1942 potopen.                                                      |

## Konstrukce

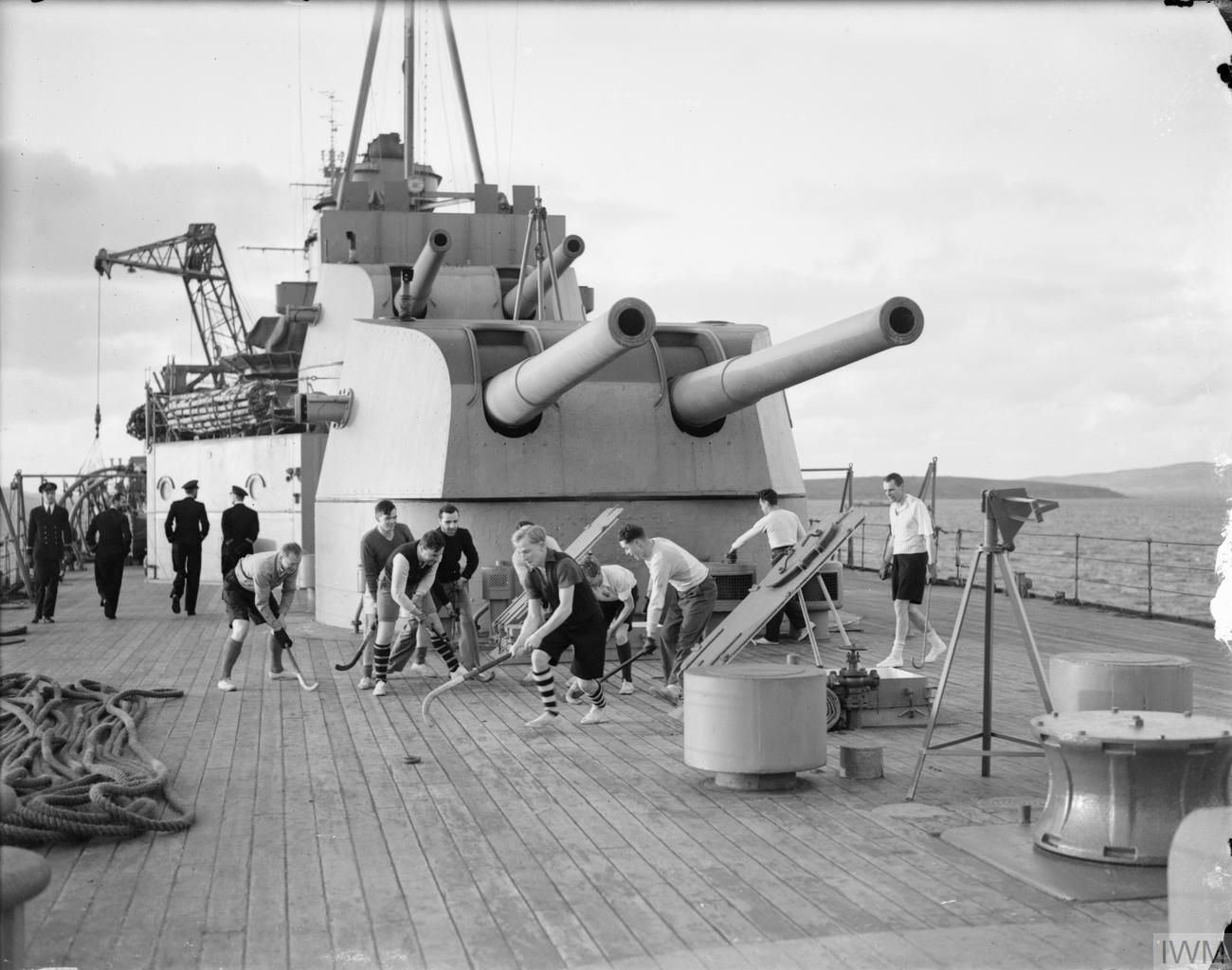
203mm kanóny křižníku HMS Kent

Křižníky třídy Kent na vybraných místech chránilo lehké pancéřování, které mělo v případě boků trupu a dělových věží sílu 25,4 mm a doplňovala ho 36mm silná pancéřová paluba. Pancíř chránil rovněž sklady munice. Hlavní výzbroj tvořilo osm 203mm kanónů (BL 8 inch L/50 Mk.VIII) umístěných ve čtyřech dvoudělových věžích. Doplňovaly je čtyři 102mm kanóny v jednohlavňové lafetaci a čtyři 40mm kanóny (QF 2 pdr L/39 Mk.II ), které později doplnily ještě 12,7mm kulomety. Dále byly neseny dva čtyřhlavňové 533mm torpédomety. Britské křižníky nesly torpéda Mk.V a australské Mk.VII. Pohonný systém tvořilo osm tříbubnových kotlů a čtyři turbínová soustrojí o výkonu 80 000 hp, pohánějící čtyři lodní šrouby. Nejvyšší rychlost dosahovala 31,5 uzlu.

### Modifikace
V letech 1931–1932 byl na britské křižníky instalován katapult a hangár pro hydroplán. Později byl přidán i na australské křižníky. V letech 1935–1939 prošli všechny jednotky, kromě křižníku Canberra, modernizací. Na boky byl upevněn dodatečný 114mm silný pancéřový pás. Pro úsporu trupu byl zároveň na křižnících Cumberland a Suffolk trup za zadní dělovou věží snížen o jednu palubu. Rovněž další modifikace nebyly prováděny jednotně na všechn plavidlech. Obvyklé bylo posilování protiletadlové výzbroje a naopak sejmutí torpédometů. V roce 1942 přeživší křižníky přestaly nosit katapult.

## Služba

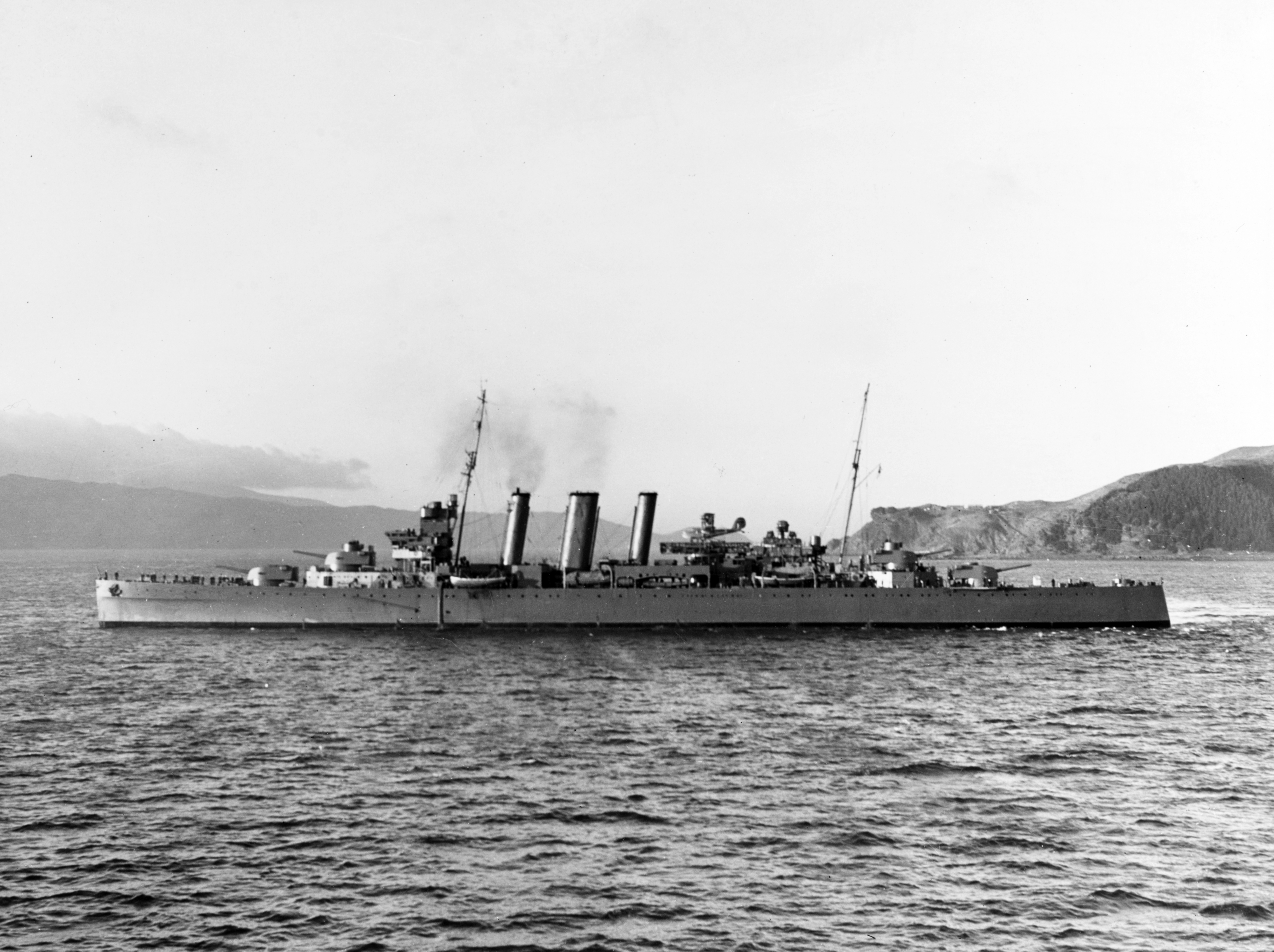
HMS Canberra

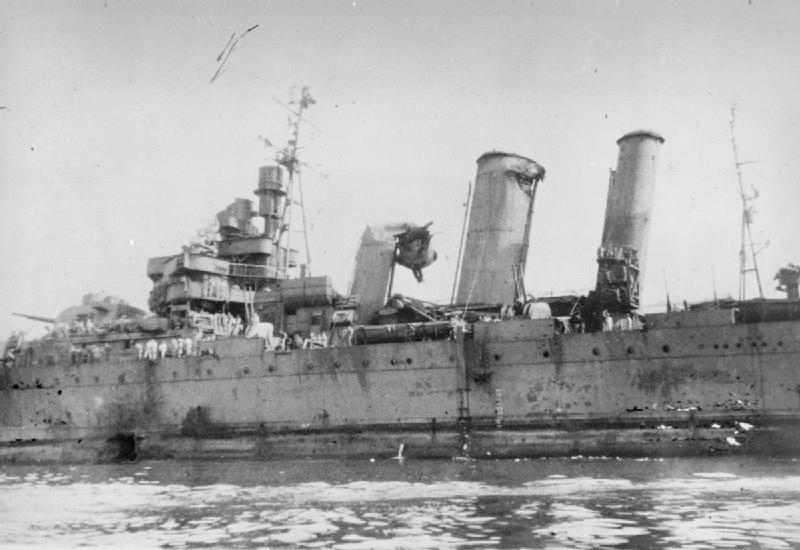
Křižník HMS Australia po zásahu japonským kamikaze

Za druhé světové války operovaly lodě této třídy po celém světě, přičemž křižníky Cornwall a Canberra byly v bojích ztraceny.
Cumberland byl součástí skupiny pátrající po německém těžkém křižníku Admiral Graf Spee. Skupina jej skutečně nalezla, ale následné bitvy u ústí Rio de La Plata se Cumberland neúčastnil, jelikož byl zrovna v opravě na Falklandských ostrovech. Když se po bitvě Admiral Graf Spee uchýlil k opravám do Montevidea, včasné připlutí Cumberlandu významně snížilo jeho šance na únik, a proto jej německý kapitán raději nechal potopit.
V dubnu 1940 se Suffolk účastnil norské kampaně. Ve dnech 23.–25. září 1940 se křižníky Cumberland a Australia účastnily Operace Menace, během které Britové se neúspěšně pokusili obsadit Vichistickou Francii ovládaný africký přístav Dakar. V listopadu 1940 Berwick doprovázel letadlovou loď HMS Illustrious při náletu na Taranto a později bojoval v bitvě u mysu Spartivento.
V květnu 1941 těžké křižníky Suffolk a HMS Norfolk vypátraly a díky radaru na palubě Suffolku úspěšně pronásledovaly německou bitevní loď Bismarck na její cestě do Atlantiku. Vše vyústilo v bitvu v Dánském průlivu a pozdější potopení Bismarcku.
Těžký křižník Cornwall byl spolu s křižníkem HMS Dorsetshire dne 5. dubna 1942 potopen letadly z japonských letadlových lodí, které prováděly výpad do Indického oceánu. Třetí závažnou britskou ztrátou z této akce byla letadlová loď HMS Hermes).
V květnu 1942 těžký křižník Australia účastnil bitvy v Korálovém moři. Křižníky Australia a Canberra byly nasazeny i v Guadalcanalské kampani. Oba v srpnu 1942 bojovaly v bitvě u ostrova Savo, ve které byl křižník Canberra potopen při překvapivém nočním útoku japonského námořnictva. Křižníky třídy Kent hráli důležitou roli i při ochraně arktických konvojů do Sovětského svazu.
Přeživší lodě byly v letech po skončení války převedeny do rezervy a do roku 1959 sešrotovány.